# Mohamed Sifaoui
Mohamed Sifaoui, né le 4 juillet 1967 à Kouba, une commune d'Alger en Algérie, est un journaliste, écrivain et réalisateur franco-algérien.
Ses reportages se fondent principalement sur l'infiltration du journaliste dans des milieux dangereux, islamistes ou liés au crime organisé. Lauréat de plusieurs prix journalistiques, Mohamed Sifaoui a vu ses enquêtes et ses déclarations sur des sujets clivants comme l’islam, les crises du Moyen-Orient ou la situation politique en Algérie susciter quelques controverses.

## Biographie
Mohamed Sifaoui naît le 4 juillet 1967 à Kouba, près d'Alger en Algérie. Il est diplômé de science politique à Alger en 1988.
Avant de quitter l'Algérie pour s'installer définitivement en France en 1999, il était notamment le correspondant du journal Jeune Afrique.
Il travaillait aussi pour Horizons, Le Soir d'Algérie, L'Authentique, puis aurait participé à la campagne présidentielle d'Abdelaziz Bouteflika en 1999.
Mohamed Sifaoui a réalisé plusieurs enquêtes et reportages dont certains publiés dans la presse (notamment dans l'hebdomadaire Marianne) et à la télévision ou sous la forme d'ouvrages. Il a également témoigné pour Charlie Hebdo lors du procès intenté au journal satirique par des associations musulmanes à l'issue de l'affaire des caricatures de Mahomet. Il a soutenu Robert Redeker.
En 2003, il remporte le grand prix Jean-Louis Calderon, dans la catégorie vidéo du 17e Festival international du scoop et du journalisme, pour J'ai infiltré un réseau terroriste. En 2004, il remporte avec Manolo d'Arthuys  le Prix « Grand Reporter-Patrick Bourrat » du nom du journaliste de TF1 mort en Irak, pour leur reportage diffusé sur M6 Sur la trace de Ben Laden.
Il est l'auteur d'une enquête sur Tariq Ramadan. Le reportage, présenté sous la forme d'une excursion au centre du réseau islamiste français, suscitera la controverse au point d'être déprogrammé par la TSR. Il sera finalement diffusé sur France 2 le 2 décembre 2004.
Il est également l'auteur, avec Philippe Bercovici de deux bandes dessinées et a participé au scénario du film La Désintégration, réalisé par Philippe Faucon et sorti en salle le 15 février 2012.
En 2015, il fonde avec Rudy Reichstadt l’association Onze janvier, dont il devient le président. L’association se donne pour but de perpétuer « l’esprit Charlie » et de lutter contre le conspirationnisme et les idéologies extrémistes.
Depuis 2016, année de son adhésion, il est délégué à la lutte contre les extrémismes religieux et politique du bureau exécutif de la LICRA.
Il est depuis janvier 2018, directeur de la publication de Contre Terrorisme, un magazine spécialisé dans le terrorisme dont deux numéros ont paru en 2018.
En septembre 2020, il a fondé la chaîne islamoscope.tv, une plateforme qui propose des programmes et des documentaires au sujet de l'Islam, l'histoire de la civilisation musulmane, l'islamisme et les questions de terrorisme.
En octobre 2022, il devient directeur de la communication du SCO d'Angers.

## Harcèlement et menaces
Il est soutenu par le rapport de l'année 2000 de l'association Reporters sans frontières (RSF) qui écrit : « Mohamed Sifaoui a subi un véritable harcèlement et reçu des menaces de la part des militaires pour avoir tenté d'enquêter sur certains assassinats et sur la question des « disparus ». Craignant pour sa vie, il a dû s'exiler, fin 1999. »
Mohamed Sifaoui affirme avoir été victime d'islamistes, qui l'auraient agressé dans la rue le vendredi 13 juin 2008, alors que sa protection policière lui a été retirée quelques mois plus tôt et un appel avait été lancé dans le journal Le Monde le 13 août 2008 en soutien à une cagnotte de « Sifaoui, un musulman, un laïc et un démocrate ».

## Prises de positions
Dans un entretien accordé en 2008 au Middle East Quarterly (en), il estime que la majorité des musulmans sont modérés mais que près de « 20 % des musulmans de la planète doivent être totalement rééduqués mais aussi combattus politiquement, idéologiquement et militairement ». L'islamisme serait selon lui comparable au nazisme. Il est fermement opposé au régime iranien.
En 2010, Mohamed Sifaoui, dans un pamphlet intitulé Éric Zemmour, une supercherie française, met en cause Éric Zemmour, Bat Ye'or (dont la théorie d'Eurabia est qualifiée de « divagations […] conspirationnistes » et est comparée aux Protocoles des Sages de Sion et à La France juive), Geert Wilders et Daniel Pipes.
En 2011, il publie un pamphlet contre le président algérien Abdelaziz Bouteflika intitulé Bouteflika, ses parrains et ses larbins et, en 2012, il s'attaque aux services spéciaux algériens dans un autre ouvrage intitulé L’État DRS, Histoire secrète de l'Algérie indépendante.
Ami de Manuel Valls, il s'affiche à ses côtés lors de la déclaration de candidature à la primaire citoyenne de 2017.

## Controverses

### Documentaires polémiques jugés discriminatoires, voire racistes
Son investigation J'ai infiltré le milieu asiatique a créé une polémique avec les communautés asiatiques de France et accessoirement avec Alexandre Lebrun, principal protagoniste du film. Dans un reportage diffusé sur Phoenix TV, Alexandre Lebrun présente les mêmes armes que celles vues dans le reportage et précise que ce sont des armes factices de cinéma. Les propos tenus par Mohamed Sifaoui dans ce reportage ainsi que dans une interview donnée sur RMC dans le cadre de l'émission Les Grandes Gueules ont également fait réagir une soixantaine d'associations asiatiques françaises. Mohamed Sifaoui y affirmait notamment que « la majorité des Asiatiques que j'ai fréquentés n'a absolument rien à foutre de la communauté nationale. […] Ils sont là pour gagner de l'argent ». Charles Villeneuve, qui a diffusé le film dans son émission aujourd'hui terminée le Droit de Savoir, a apporté son soutien à Sifaoui. TF1 a annoncé la rediffusion du film sur son site web en changeant le titre en « Un an au cœur de la communauté asiatique » mais a diffusé à la place une enquête consacrée au marché du travail. Le Conseil supérieur de l'audiovisuel a rappelé TF1 à sa convention qui stipule de ne pas encourager, notamment, « les comportements discriminatoires et […] à promouvoir les valeurs de l'intégration […], ». Le 4 mars 2008, à la suite de l'intervention de Mohamed Sifaoui sur l'antenne de RMC, le Conseil supérieur de l'audiovisuel a également adressé une mise en demeure à la station de respecter l'article 15 de la loi du 30 septembre 1986 qui dispose que « les programmes des services de radio et de télévision ne contiennent aucune incitation à la haine ou à la violence pour des raisons de race, de sexe, de mœurs, de religion ou de nationalité ».
Son documentaire J'ai infiltré une cellule terroriste au cœur de Paris, diffusé sur M6, est qualifié par Thomas Deltombe, auteur de L'Islam imaginaire : la construction médiatique de l'islamophobie en France, de description « parfaitement invraisemblable ». Deltombe poursuit en écrivant que « consacré “expert” grâce à cette ahurissante opération de dépistage de cancer islamiste, [Sifaoui] multipliera ensuite les livres à succès et les reportages sensationnalistes, et recyclera sur tous les plateaux de télévision la théorie combinée de la “tolérance zéro” et du “péril islamiste” ».
Le journal L'Humanité accuse également Mohamed Sifaoui d'« inonder les réseaux sociaux de propos ouvertement racistes ». Le journal 20 Minutes écrit de son côté qu'il « a multiplié les tweets injurieux », « visant aussi bien les Portugais, les Asiatiques que les Algériens ».
Un portrait paru en 2020 dans Libération est revenu sur les raisons des principales polémiques tout en rappelant qu’il vit constamment sous protection policière depuis plusieurs années.

### Affaire Estelle Mouzin
En janvier 2008, Mohamed Sifaoui intervient indirectement dans l'affaire Estelle Mouzin pour donner une information sur le possible lieu où la jeune fille aurait été enterrée. Interrogé par les policiers, il explique avoir entendu parler, au cours de son reportage, mais sans certitudes, de la découverte d’un corps d’enfant par des ouvriers lors des travaux de transformation d’un entrepôt de Brie-Comte-Robert en restaurant. Dix personnes sont ensuite mises en garde à vue puis sont rapidement relâchées. Le sol du restaurant est démoli à la pelleteuse (il s'agit d'un ancien entrepôt industriel devenu à la fin de l'été 2007 un restaurant chinois) ; mais les fouilles ne révèlent que des fragments d'ossements d'animaux et pas de cadavre humain,.
Mohamed Sifaoui se voit reprocher par le journal France-Soir d'avoir voulu faire un scoop et de poursuivre dans cette affaire le conflit qui l'oppose à Alexandre Lebrun.

### Accusations de proximité avec les services de sécurité de l’Algérie
En 2002, dans son livre La Mafia des généraux, Hichem Aboud, ancien militaire algérien devenu écrivain, soutient qu'il existe une proximité entre Sifaoui et les généraux algériens. Cependant, Hichem Aboud a été lui aussi, tout comme Sifaoui, soupçonné de connivence avec les services de renseignement.
En 2007, le journaliste Alain Gresh, du Monde diplomatique, écrit à propos d'un film documentaire réalisé par Antoine Vitkine : « On ne saura rien, bien évidemment, sur les relations qu’entretient le dénommé Sifaoui avec les généraux algériens, ni de son témoignage en faveur du général Khaled Nezzar dans un procès à Paris en juillet 2002 contre un ancien officier algérien, Habib Souaïdia, auteur d’un livre sur la sale guerre (La Sale Guerre, Paris, La Découverte), qui met en cause l’armée algérienne dans nombre d’exactions commises durant la décennie 1990. » Selon certaines sources, à son arrivée en France, Sifaoui serait immédiatement devenu l’ami de certains haut gradés algériens, au point de venir soutenir le général Nezzar lors d’un procès tenu à Paris en 2002 qui opposa Khaled Nezzar à Habib Souaïdia.
Selon Sifaoui, l'origine de cette polémique se situe dans le conflit juridique l'opposant aux éditions La Découverte, à propos du livre de Habib Souaïdia intitulé La Sale Guerre. Selon lui, il aurait dû être co-auteur de l'ouvrage, mais il se serait brouillé avec Souaïdia et avec l'éditeur dans des circonstances détaillées dans son livre Les Fossoyeurs de la République. Sifaoui revient en détail sur ce qu'il nomme « la rumeur » de sa collaboration supposée avec les militaires algériens, « rumeur que reprendront à leur compte tous les tenants de l'islamo-gauchisme, d'Alain Gresh à Tariq Ramadan ».  
Initialement, deux versions s'opposent sur cette affaire : celle de Sifaoui, soutenue par Caroline Fourest, qui écrit que celui-ci est victime d'une « rumeur lancée par des journalistes français et les services secrets algériens contre [lui] pour le discréditer » et celle des contradicteurs de Sifaoui, qui questionnent sa proximité avec le général algérien Khaled Nezzar,. Sur ce sujet, Habib Souaïdia, dans une réponse à Caroline Fourest indique que, très peu de temps après avoir obtenu le statut de réfugié politique en France, « Mohamed Sifaoui a participé à deux reprises à deux longues émissions de l’ENTV, l’unique chaîne de télévision algérienne (le 14 avril 2001 et le 17 juin 2002) […] » et qu'il est légitime de s'interroger sur « les étonnantes coïncidences entre les analyses de ce journaliste [Mohamed Sifaoui] très médiatisé en France et la désinformation organisée par le régime algérien ». Sifaoui a également publié en Algérie, aux éditions Chihab, Histoire d’une imposture qui est différent de la version initiale de La Sale Guerre à laquelle il avait participé.

### Angers SCO: Défiance envers la presse et les supporters
Le 19 octobre 2022, une semaine après son arrivée à Angers SCO en tant que directeur de la communication, Mohamed Sifaoui est l'auteur d'un communiqué polémique ciblant la presse, sur Twitter, déclarant notamment : « Si la plupart des journalistes font leur travail de manière consciencieuse […], d'autres se laissent entraîner parfois dans des manœuvres sournoises visant à déstabiliser le club. » Ce à quoi l'Union des journalistes de sport en France a tenu à lui répondre : « M. Sifaoui s’arroge le droit de distinguer les bons et les mauvais journalistes selon leurs écrits sur le club. […] M. Sifaoui a bien fait de changer de métier : il devrait se souvenir que les journalistes ne se contentent pas de diffuser l'information, mais la recherchent inlassablement, la vérifient, l'enrichissent, indifférents aux leçons de tous ceux qui tentent, en vain, de remplacer l'information par la communication. »
En novembre 2022, c'est aux supporters qu'il s'attaque. Dans un contexte tendu en raison des résultats en berne, il publie, toujours sur le réseau social Twitter : « Les vrais supporters, ceux de la vie réelle, sont positifs et viennent encourager nos joueurs lors d'une séance de dédicaces ». Les supporters, se sentant « méprisés » par l'attitude du directeur de la communication, demandent des comptes au président Saïd Chabane. Le 5 novembre, en marge de la réception du RC Lens (1-2), les supporters arborent une banderole réclamant son départ du club.

### Enquête Fonds Marianne
En mars 2023, Mohamed Sifaoui est nommé dans une enquête du journal Marianne et de la cellule investigations de France 2 au sujet du Fonds Marianne, un fonds d'investissement lancé par la ministre Marlène Schiappa à la suite de l'assassinat de Samuel Paty. Ce fonds, doté de 2,5 millions d'euros d'argent public, a attribué plus de 355 000 euros à l'association USEPPM (Union des sociétés d'éducation physique et de préparation militaire), au sein de laquelle siège Mohammed Sifaoui.
Selon cette enquête, cette association a été chargée par le Comité interministériel de prévention de la délinquance et de la radicalisation, dirigé par le préfet Christian Gravel, de réaliser une campagne multimédia contenant « un message positif de réenchantement de valeurs de la République », moyennant une subvention de plus de 355 000 euros. Cette campagne, dont le contenu a été notamment relayé sur YouTube et Instagram, n'a toutefois donné lieu qu'à un engagement quasi-inexistant sur les réseaux sociaux.
Interrogé par les journalistes, Mohammed Sifaoui assure que l'association a rémunéré plus d'une dizaine de personnes. L'enquête des journalistes révèle cependant que les comptes de l'association montrent un travail rémunéré de deux personnes chargées de produire le contenu. Mais surtout, y apparaissent des versements en tant que salaires à deux dirigeants de l'association, Cyril Karunagaran et Mohammed Sifaoui, pour plus de 120 000 euros, en infraction avec les statuts de l'association. À la suite de ces révélations, le secrétariat d'État à la Citoyenneté, dirigé par Sonia Backès et rattaché au ministère de l'Intérieur, annonce diligenter une enquête, dont les conclusions devaient être rendues fin mai 2023.

## Publications
: document utilisé comme source pour la rédaction de cet article.
- La France, malade de l'islamisme : menaces terroristes sur l'Hexagone. Préface de Jean-François Kahn, Paris, Le Cherche midi, 16 septembre 2002, 207 p. (ISBN 978-2-7491-0027-2)
- Mes “frères” assassins : comment j'ai infiltré une cellule d'Al-Qaïda, Paris, Le Cherche midi, coll. « Documents », 11 février 2003, 172 p. (ISBN 978-2-7491-0086-9)
- Sur les traces de Ben Laden : le jeu trouble des Américains, Paris, Le Cherche midi, coll. « Documents », 1er avril 2004, 188 p. (ISBN 978-2-7491-0266-5, LCCN 2004429883)
- Lettre aux islamistes de France et de Navarre, Paris, Le Cherche midi, coll. « Documents », 9 septembre 2004, 124 p. (ISBN 978-2-7491-0287-0, LCCN 2004476205)
- L'affaire des caricatures : dessins et manipulations, Paris, Privé, 14 septembre 2006, 178 p. (ISBN 978-2-35076-031-5, LCCN 2006501225)
- Combattre le terrorisme islamiste, Paris, Grasset, 14 mars 2007, 278 p. (ISBN 978-2-246-70561-1, LCCN 2007429942)
- J'ai infiltré le milieu asiatique, Paris, Le Cherche midi, coll. « Documents », 28 novembre 2007, 256 p. (ISBN 978-2-7491-1182-7, OCLC 470989777)
- Ben Laden dévoilé, Paris, 12 Bis, 10 septembre 2009, 96 p. (ISBN 978-2-356-48083-5)
- Pourquoi l'islamisme séduit-il ?, Paris, Armand Colin, coll. « Éléments de réponse », 27 janvier 2010, 256 p. (ISBN 978-2-200-35477-0, BNF 42138156, LCCN 2010420108)
- Ahmadinejad atomisé, Paris, 12 Bis, 20 mai 2010, 86 p. (ISBN 978-2-356-48146-7).
- Éric Zemmour, une supercherie française, Paris, Armand Colin, 1er septembre 2010 (ISBN 978-2200044596).
- AQMI, Le groupe terroriste qui menace la France, Encre d'Orient, 30 septembre 2010 (ISBN 978-2362430053).
- Bouteflika, ses parrains et ses larbins, Editions Erick Bonnier, "Encre d'Orient", 26 mai 2011 (ISBN 978-2362430244).
- Histoire secrète de l'Algérie indépendante - l'État-DRS, Nouveau Monde, 19 janvier 2012 (ISBN 978-2-84736-642-6)
- avec Abdelghani Merah, Mon frère, ce terroriste, Paris, Calmann-Lévy, 14 novembre 2012 (ISBN 978-2268084060)
- avec Mohamed Djadaouadji, J'étais braqueur de banques ... Aujourd'hui, je suis un homme, Paris, Le Rocher, 14 avril 2017 (ISBN 978-2-70214-426-8)
- Une seule voie : L'insoumission, Plon, 31 août 2017 (ISBN 978-2259259521)
- Où va l'Algérie, ... et les conséquences pour la France, Éditions du Cerf, février 2019, 396 p.
- Taqiyya ! : Comment les Frères musulmans veulent infiltrer la France, Éditions de l'Observatoire, 2019, 416 p. (ISBN 979-1-0329-0619-4).
- Histoire de l’islam politique, Frémeaux et associés, juin 2020, Coffret CD - Livre audio.
- Mohamed Sifaoui, Les fossoyeurs de la république : Islamo-gauchisme, l'enquête inédite, Éditions de l'Observatoire, 2021, 445 p. (ISBN 979-1-0329-0934-8).
- Mohamed Sifaoui, Hamas : Plongée au cœur du groupe terroriste, Éditions du Rocher, 2024, 368 p. (ISBN 978-2-268-11083-7).
- Mohamed Sifaoui, Hezbollah : De Beyrouth à Paris, la milice prépare son retour, Paris, Éditions du Rocher, 2025, 320 p. (ISBN 978-2-268-11174-2)